# Stuart Holmes
Stuard Holmes (Chicago, Illinois, 10 maart 1884 - Hollywood, Californië, 29 december 1971) was een Amerikaans filmacteur wiens acteercarrière zeven decennia omspande. Tussen 1909 en 1964 speelde hij in bijna 450 films, waaronder Duck Soup (1927) met Laurel en Hardy. 
Holmes werd geboren als Joseph Liebchen, uit Duitse immigranten maar nam voor zijn acteerwerk de Engels klinkende naam Stuard Holmes aan. Opvallend is dat hij in vrijwel al zijn films een snor droeg.

## Gedeeltelijke filmografie
- The Woman Hater (1910)
- The Young Millionaire (1912)
- The Tell-Tale Message (1912)
- A Battle of Wits (1912)
- A Business Buccaneer (1912)
- The Game Warden (1913)
- The Fire Coward (1913)
- The Face at the Window (1913)
- The Pursuit of the Smugglers (1913)
- The Combination of the Safe (1914)
- The Clemenceau Case (1915)
- The Galley Slave (1915)
- East Lynne (1916)
- Under Two Flags (1916)
- Her Double Life (1916)
- Tangled Lives (1917)
- The Poor Rich Man (1918)
- The Other Man's Wife (1919)
- Trailed by Three (1920)
- The Evil Eye (1920)
- No Woman Knows (1921)
- Her Husband's Trademark (1922)
- The Siren of Seville (1922)
- The Prisoner of Zenda (1922)
- Under Two Flags (1922)
- Paid Back
- The Unknown Purple (1923)
- Between Friends (1924)
- Shadow of the Law (1926)
- Good and Naughty (1926)
- The Midnight Message (1926)
- Duck Soup (1927)
- When a Man Loves (1927)
- The Hawk's Nest (1928)
- Should Tall Men Marry? (1928)
- Bengal Tiger (1936)
- Penrod and Sam (1937)
- Devil's Island (1939)
- The Oklahoma Kid (1939)
- On Trial (1939)
- Affectionately Yours (1941)
- Yankee Doodle Dandy (1942)
- The Ghost and Mrs. Muir (1947)
- Impact (1949)
- People Will Talk (1951)

## Filmbeelden

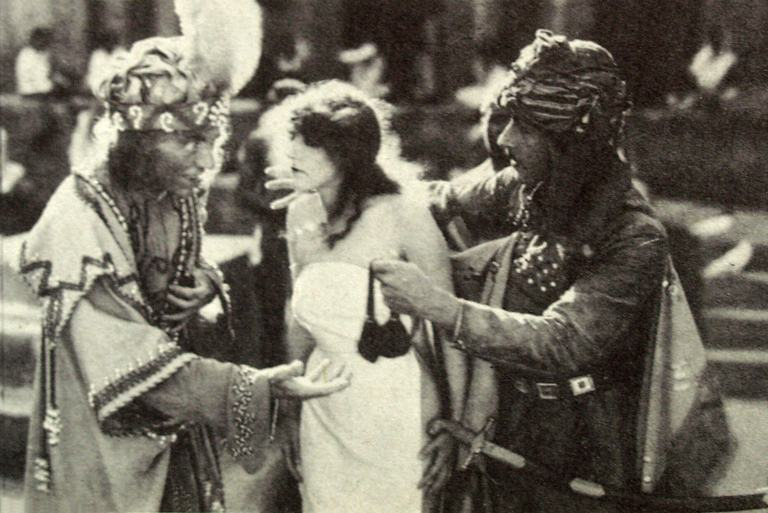
Holmes (rechts) in 1916
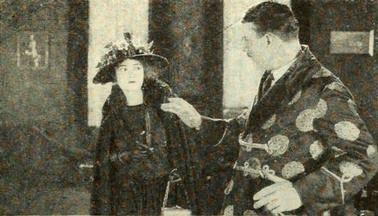
Paid Back (1922)
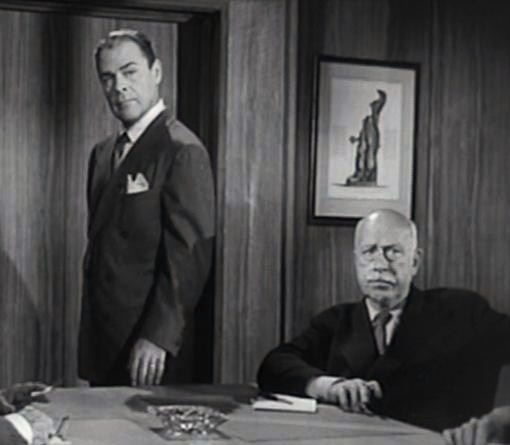
Impact (1949), (rechts)

- Gemeinsame Normdatei: 1062172388
- International Standard Name Identifier: 0000 0000 3027 5209
- Library of Congress Control Number: n93001084
- SNAC: w6f6153q
- Système universitaire de documentation: 237081393
- Virtual International Authority File: 11510768
- WorldCat: E39PBJqQxvYPDvPQMcDv8MFqcP